# Kumpfmühle (Nabburg)
Kumpfmühle ist ein Ortsteil der Stadt  Nabburg im Oberpfälzer Landkreis Schwandorf (Bayern).

## Geografie
Kumpfmühle liegt an der Staatsstraße 2040, ungefähr fünf Kilometer südöstlich von Nabburg am Zitterbach, der etwa 6 Kilometer weiter nordöstlich am Nordhang des 492 Meter hohen Ottenbierl entspringt und sich 6 Kilometer weiter südwestlich mit dem Gaisgraben vereinigt und bei Wölsenberg in die Naab mündet.

## Geschichte
Im Jahre 1630 erscheint die Kumpfmühle in einer Steuerbeschreibung des Pflegeamtes Nabburg als mit Mannschaft und Niedergerichtsbarkeit zu Eckendorf gehörige Mühle im Besitz des Conrad von Knöringen.
1676 verkaufte Hans Friedrich von Knöringen Eckendorf mit der Kummpfmühle an seinen Pächter Hans Leonhard Zeller.
Nach dessen Tod ging der Besitz an Wilhelm und Hans Georg Haller von Hallerstein, wo er bis 1725 verblieb.
Ihnen folgte Johann Andrä Kammerpauer, Gertrud Clementine Freifrau von Morgen, Karl Freiherr von Schönstätt (1813).
Um die Ausübung der Niederen Gerichtsbarkeit gab es zu Beginn des 19. Jahrhunderts zähe Kämpfe, die damit endeten, dass Kumpfmühle als Teil von Eckendorf 1827 zum Landgericht Nabburg gelangte.
1808 hatte die Kumpfmühle ein Anwesen, ihr Inhaber war Bartholomäus Brenner. Gerichtbar gehörte sie zur Hofmark Neusath.
1811 wurde Kumpfmühle als zum Steuerdistrikt Girnitz und zur Obmannschaft Diendorf gehörig aufgeführt.
Nach der Reform von 1818, die zum Ziel hatte die Verwaltungsstrukturen zu vereinfachen, gehörte Kumpfmühle zur neu gebildeten Ruralgemeinde des offenen Landes Diendorf.
Ab 1827 gelangte Kumpfmühle zusammen mit Eckendorf unter die Gerichtsbarkeit des Staates.
1828 gehörte Kumpfmühle mit einem Wohngebäude, einer Familie und vier Einwohnern zur Landgemeinde Diendorf, zur Filialkirche in Perschen und zur katholischen Schule in Perschen. Alle Einwohner waren katholisch.
Zum Stichtag 23. März 1913 (Osterfest) gehörte Kumpfmühle zur Filialkirche Perschen und damit zur Pfarrei Nabburg. Es hatte ein Haus und 8 Einwohner.
1964 hatte Kumpfmühle zwei Wohngebäude und vier Einwohner und gehörte zur Landgemeinde Diendorf und zum Landkreis Nabburg.
Zum 1. Juli 1972 wurde der Landkreis Nabburg aufgelöst und Kumpfmühle gelangte als Teil der Gemeinde Diendorf in den neu gebildeten Landkreis Schwandorf.
Am 1. Januar 1975 wurde Kumpfmühle als Teil der Gemeinde Diendorf in die Stadt Nabburg eingegliedert.
2013 gibt es in Kumpfmühle eine Familie, die Ferien auf dem Bauernhof anbietet.